# Werner Pohl
Werner Rudolf Karl Pohl (* 18. August 1909 in Berlin-Stralau, Deutschland; † 25. Oktober 1981 in Berlin) war ein deutscher Tontechniker.

## Leben und Wirken
Der Sohn des Betriebskaufmanns Max Pohl besuchte eine Volks- und Gauschule und durchlief anschließend eine Feinmechaniker-Lehre bei Siemens und erhielt obendrein eine Gesangs- und Klavierausbildung. Im Oktober 1929, rechtzeitig zur Einführung des Tonfilms in Deutschland, begann Pohl sein Angestelltenverhältnis bei der UFA. Als Tonmeister wirkte er sowohl bei Schallplatten- und Musikaufnahmen als auch bei Filmaufnahmen und betreute dort so bekannte Unterhaltungsproduktionen wie Madame Bovary, Pour le Mérite, Hallo Janine, Der Gasmann, Via Mala, Morituri, Kinder, Mütter und ein General und Gustaf Gründgens’ Faust-Verfilmung sowie die Zarah-Leander-Vehikel Das Herz der Königin, Der Weg ins Freie, Die große Liebe, Damals, Gabriela und Bei Dir war es immer so schön. Mit dem Niedergang von „Papas Kino“ in den frühen 1960er Jahren versandete auch Pohls Filmkarriere. Im Mai 1979 zog er von Hamburg, wo er nach 1945 gelebt hatte, in seine Heimatstadt Berlin zurück.

## Filmografie (Auswahl)
Als Filmtonmeister (ohne Ton von Musikaufnahmen)
- 1936: Männer vor der Ehe
- 1936: Diener lassen bitten
- 1936: Gleisdreieck
- 1937: Madame Bovary
- 1937: Unter Ausschluß der Öffentlichkeit
- 1938: Verklungene Melodie
- 1938: Der Fall Deruga
- 1938: Pour le Mérite
- 1938: Geheimzeichen LB 17
- 1939: Hallo Janine
- 1940: Das Herz der Königin
- 1941: Der Weg ins Freie
- 1941: Der Gasmann
- 1942: Violanta
- 1942: Die große Liebe
- 1943: Damals
- 1943: Gefährlicher Frühling
- 1944: Die Frau meiner Träume
- 1944: Das Hochzeitshotel
- 1944/48: Fahrt ins Glück
- 1944/54: Ein toller Tag
- 1945: Via Mala
- 1948: Morituri
- 1949: Nach Regen scheint Sonne
- 1949: Die seltsame Geschichte des Brandner Kaspar
- 1950: Gabriela
- 1950: Des Lebens Überfluß
- 1950: Der Schatten des Herrn Monitor
- 1950: Die Dritte von rechts
- 1951: Die verschleierte Maja
- 1951: Die Dubarry
- 1952: Die Stimme des Anderen
- 1952: Toxi
- 1952: Klettermaxe
- 1952: Der Kampf der Tertia
- 1953: Keine Angst vor großen Tieren
- 1953: Hochzeit auf Reisen
- 1953: Blume von Hawaii
- 1953: Das Nachtgespenst
- 1954: Bei Dir war es immer so schön
- 1954: Viktoria und ihr Husar
- 1954: Fräulein vom Amt
- 1954: Der Zigeunerbaron
- 1954: Kinder, Mütter und ein General
- 1955: Der falsche Adam
- 1955: Heldentum nach Ladenschluß
- 1955: Musik im Blut
- 1956: Ein Herz kehrt heim
- 1957: Die Beine von Dolores
- 1958: Schmutziger Engel
- 1958: Bühne frei für Marika
- 1959: Die schöne Lügnerin,
- 1959: Die Nacht vor der Premiere
- 1959: Der Rest ist Schweigen
- 1960: Faust
- 1963: Heimweh nach St. Pauli
- 1966: Robin Hood, der edle Räuber